# عولاكرده (مهاباد)
قرية عولاكرده (بالكردية: عەوڵاکوردە) هي إحدى القرى التابعة لـمنغور الشرقية في ريف قسم خليفان من مقاطعة مهاباد، في محافظة أذربیجان الغربیة الإيرانية.

## السكان
حسب إحصاءات سنة 2006، بلغ إجمالي السكان في عولاكرده 95 نسمة وعدد المساكن 13 مسكن. لغة سكان عولاكرده هي اللغة الكردية و هم من أهل السنة والجماعة والمذهب الشافعي.